# لرزش ۲
«لرزش ۲» (انگلیسی: Quake II) یک بازی ویدئویی در سبک تیراندازی اول شخص است که توسط اکتیویژن و در سال ۱۹۹۷ منتشر شد. «لرزش ۲» در پلت‌فرم‌های نینتندو ۶۴ و مایکروسافت ویندوز منتشر شده‌است.